# Lazaret de Pauillac
Le Lazaret Marie-Thérèse à Trompeloup était un établissement français girondin d'isolement face aux contaminations par les maladies épidémiques.
Construit au début du XIXe siècle, il a pour but de protéger la ville de Bordeaux de toute contagion, en particulier de la fièvre jaune, du typhus et du choléra, par voie maritime. L'établissement sera désaffecté à la fin du premier quart du XXe.
| - Le lazaret vers 1910. |

## Situation
Le site du Lazaret Marie-Thérèse à Trompeloup est situé au lieu-dit Les Prairies de Saint-Vincent sur la commune de Saint-Estèphe, autrefois sur la commune de Pauillac, au nord de Bordeaux sur la rive gauche de l'estuaire de la Gironde.

## Historique
À la fin du XVIIIe siècle le transport de marchandises se fait principalement par voie maritime. Or, il est reconnu que les maladies comme la peste, la fièvre jaune, le typhus et le choléra se transmettent par contagion. Pour se prémunir contre toute contagion par voie maritime, un système de mise en quarantaine des bateaux et leurs équipages est établi par les pays européens avec une frontière maritime. Pour Bordeaux, les bateaux sont interceptés et mis au mouillage à l'île de Patiras, dans l'estuaire de la Gironde.

### 1796-1829
En application de l’instruction du 22 pluviôse an IV (11 février 1796), le Département de la Gironde et l’Administration maritime mettent en place un « bureau maritime conservateur de la santé à Pauillac ». Ce bureau se compose « d'un membre de l'administration municipale, de l'officier des classes de la marine du lieu, d'un officier de santé connu et d'un interprète en langue américaine ». Puis, le ministère de la Marine autorise le 17 brumaire an IX (8 novembre 1800) l’établissement d’un lazaret provisoire. Se pose alors la question de son emplacement : l'île de Patiras, servant déjà de poste de quarantaine, est envisagé, mais les inondations fréquentes rendent l'établissement d'un lazaret peu probant.

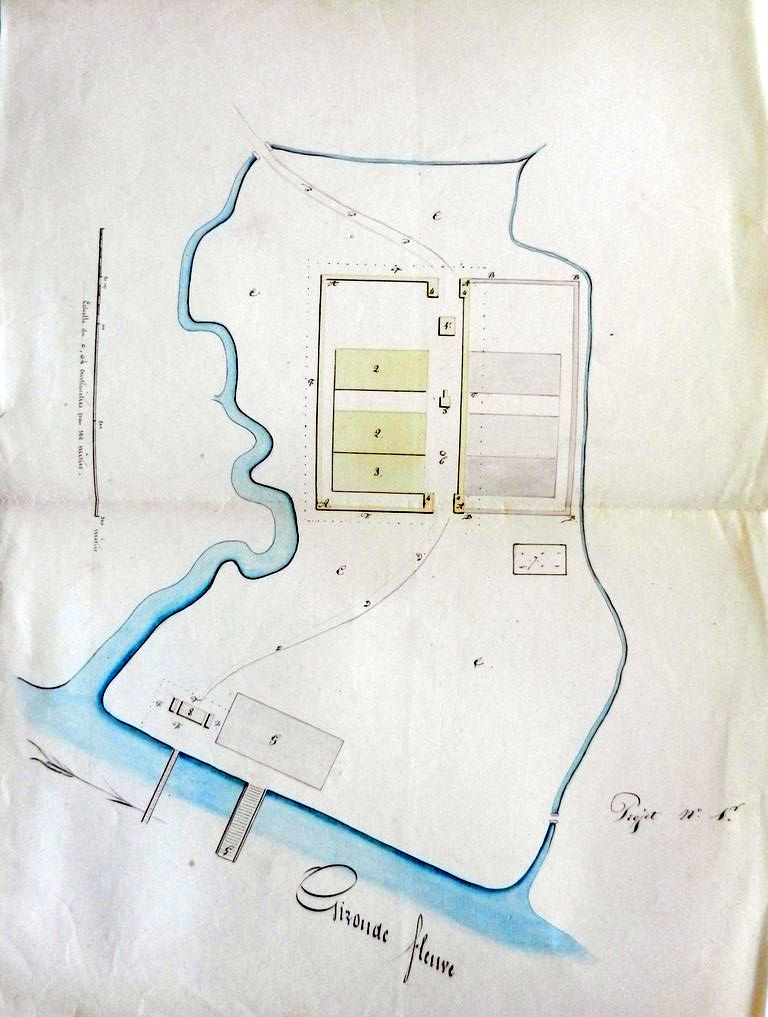
Plan de l'installation (1822).

En 1821, l’épidémie de fièvre jaune frappe l’Espagne et conduit le gouvernement à réagir. L’ordonnance du 27 septembre 1821 établit un cordon sanitaire pour filtrer le passage aux frontières terrestres de la Catalogne. Elle a pour effet d'augmenter le passage de marchandises par voie maritime. 
Pour choisir les emplacements des lazarets à construire, une deuxième commission est créée, rattachée au ministre de l’Intérieur. Le rapport qu’elle produit en 1822 fait état de la priorité d’installer un lazaret dans l’estuaire de la Gironde.
C'est l'ordonnance du roi du 16 janvier 1822 qui établit le lazaret sur la plage de Trompeloup près de Pauillac au nord du chenal dit de Saint-Vincent. Les travaux doivent être réalisés rapidement ; des constructions provisoires sont donc préconisées dans un premier temps. 
En mars 1822, les plans de l'architecte départemental Alexandre Poitevin sont choisis.
Les travaux du lazaret provisoire sont adjugés à l'entrepreneur Guillaume Escarraguel, le 15 avril 1822 : les murs d'enceinte sont édifiés ainsi que le « bâtiment de l'Administration » et la chapelle, complétés par des baraques en bois : les travaux sont en grande partie terminés dès le mois d'août 1822. 
En 1824 les plans de Poitevin peuvent être réalisés, puis en 1828 la construction d'une caserne destinée à un poste de douaniers est également confiée à Poitevin et à l'entrepreneur Escarraguel.

### 1830-1910

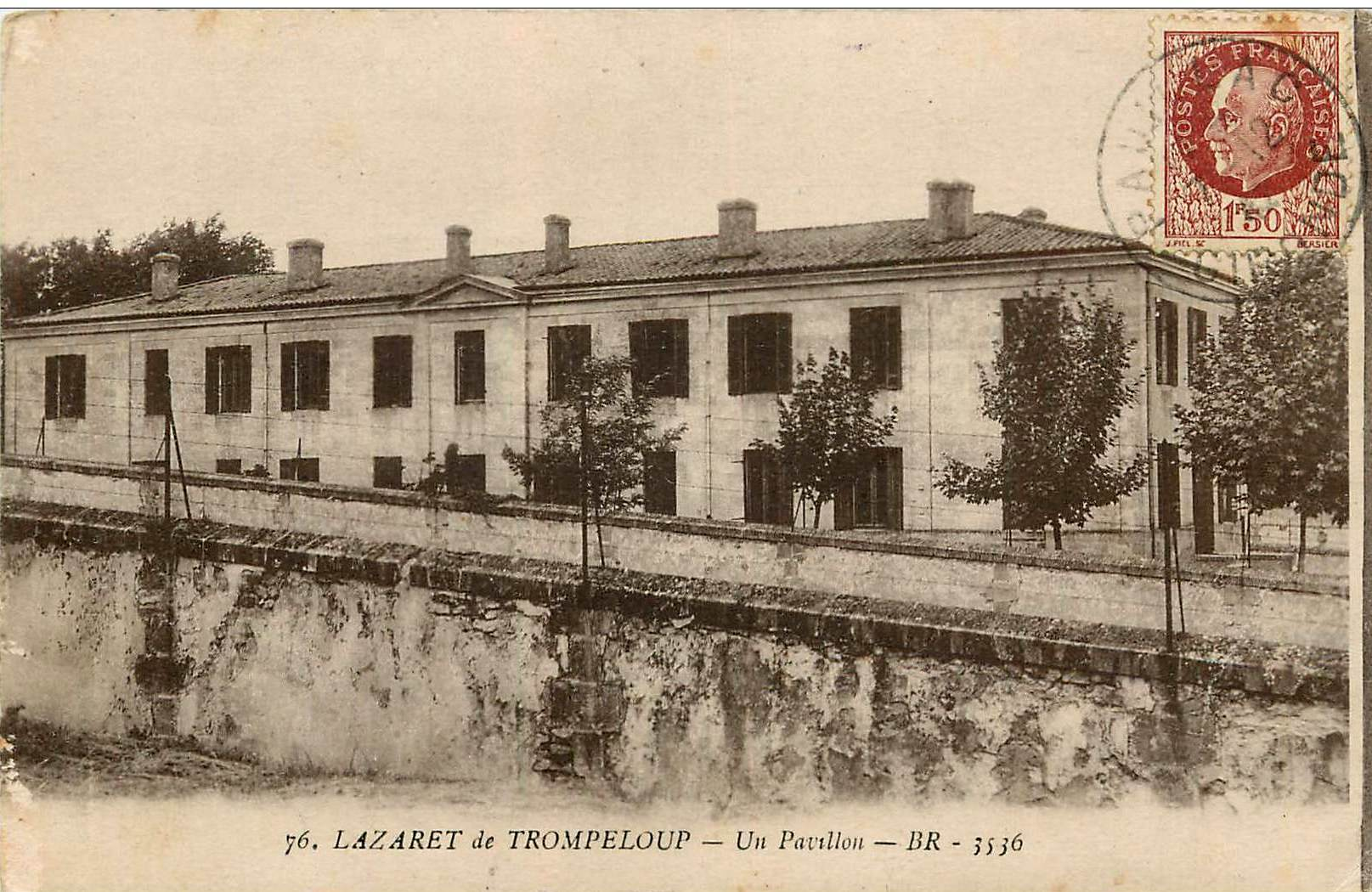
Paulliac - Lazaret de Trompeloup.

Dès 1831, les murs d'enceinte du lazaret, à proximité du chenal de Saint-Vincent, menacent de s'effondrer. La même année, l'édification de nouveaux magasins pour le stockage des marchandises des bateaux en quarantaine et d'un débarcadère est envisagée. 
À partir de 1832, le percement d'un nouveau canal pour l'écoulement des eaux des marais de Lafite est entrepris au nord du lazaret, afin de résoudre les problèmes causés par la proximité et l'envasement du chenal de Saint-Vincent.
De nouveaux travaux sont engagés au lazaret en 1837-1838 sous la direction d'Adolphe Thiac, concernant le réseau hydraulique et de nombreuses réparations, notamment de la toiture de la chapelle.
En 1851, les registres de délibérations de la commune de Pauillac évoquent la suppression du lazaret de Trompeloup : « ce vaste local garni de 8 pavillons et d'un bâtiment considérable entouré de murs élevés se trouve sans emploi » ; la commune propose l'installation d'un dépôt de remonte. Une partie du lazaret est remise au Domaine pour les services sanitaires ; puis l'ensemble est réaffecté au lazaret par un décret de Napoléon III en 1857.
Toutefois en 1858, des plans sont réalisés par l'architecte Édouard Bonnore pour déplacer le lazaret. Finalement, ils ne sont pas mis en application et d'importants travaux de restauration des bâtiments existants sont engagés sous la direction de l'architecte A. Labbé, entre 1873 et 1875. Un débarcadère et de nouvelles constructions sont également prévus sur le site agrandi. Un château d'eau est construit.

### 1911-1928
Entre 1911 et 1915, le débarcadère est en partie reconstruit en ciment armé. 
Pendant la Première Guerre mondiale le lazaret est utilisé pour confiner des prisonniers de guerre allemands et autrichiens, puis il devient un hôpital militaire auxiliaire. En 1917, une base américaine pour la construction d'hydravions est installée à Trompeloup. 

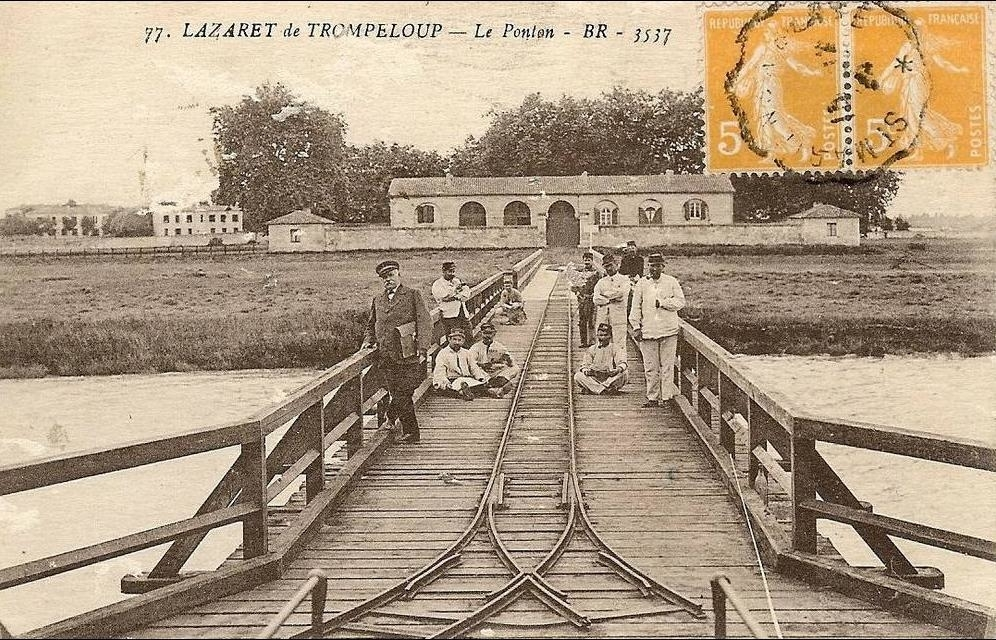
Le débarcadère.
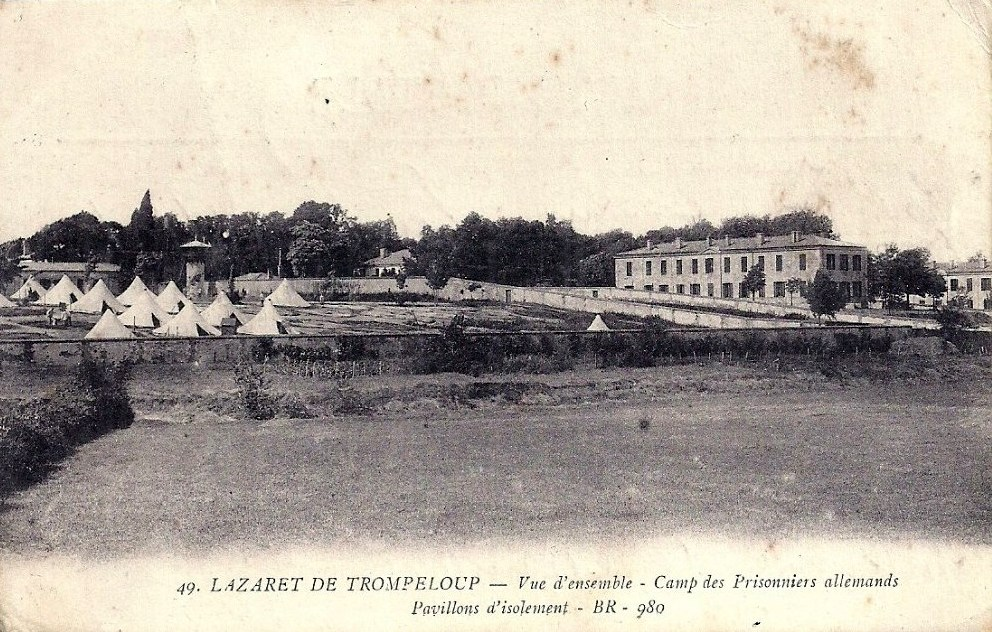
Prisonniers allemands.
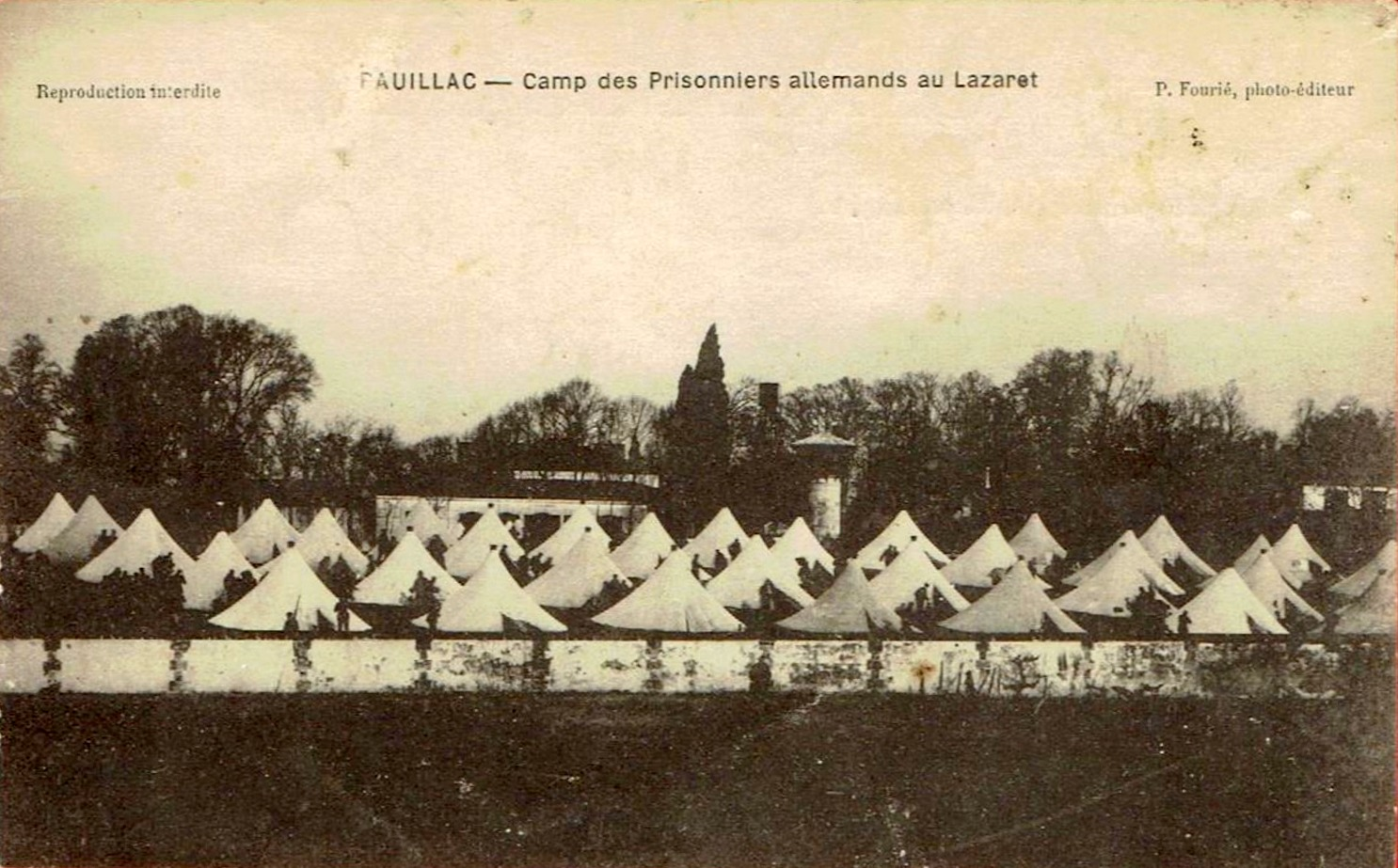
Camp des prisonniers allemands.

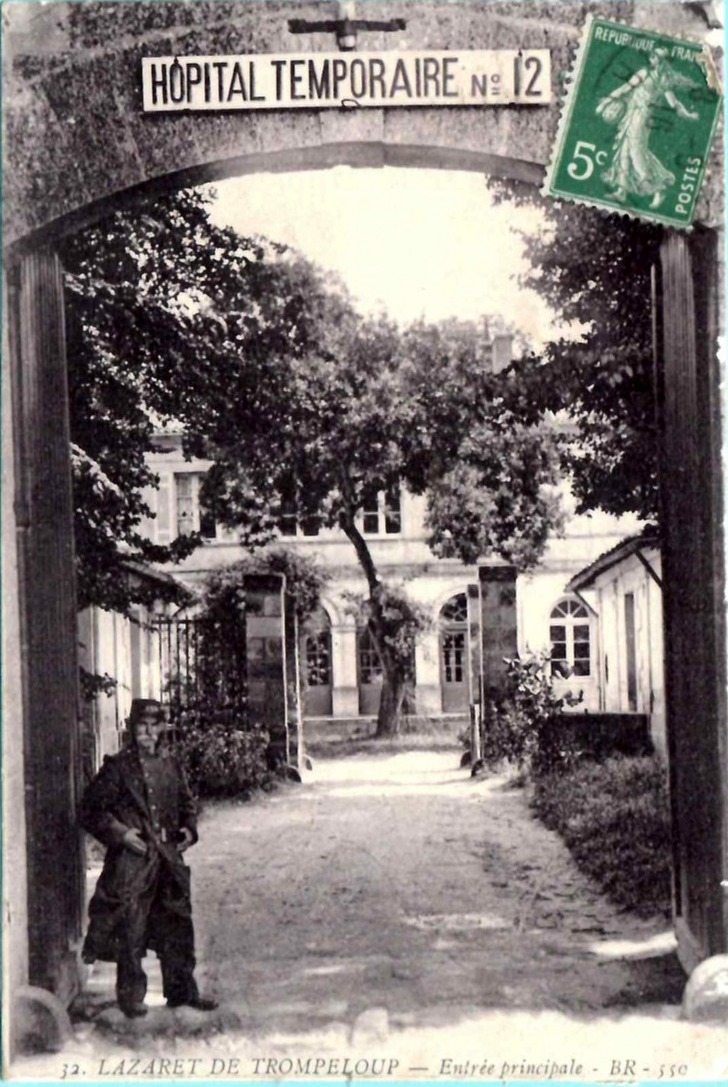
Hôpital militaire.
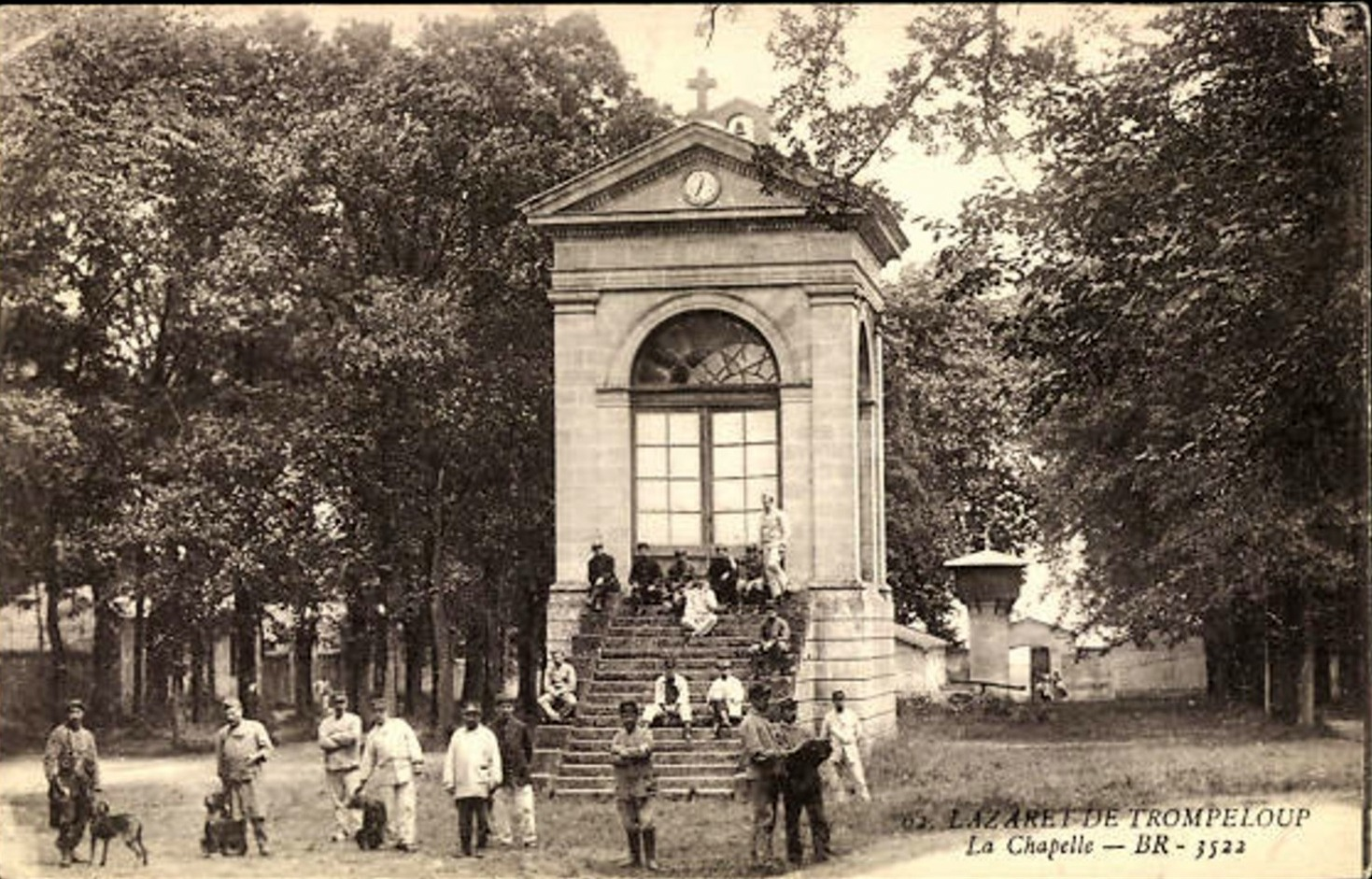
La chapelle.

Finalement, le lazaret est désaffecté en 1926.
L’aliénation du lazaret
Le 12 février 1928 le conseil municipal de Saint-Estèphe procède à l'aliénation du lazaret, déjà désaffecté. Le cimetière du lazaret contient les tombes de 57 personnes décédées entre 1827 et 1840 (environ), 95 tombes de tirailleurs sénégalais identifiés et un nombre incertain de tirailleurs réunis dans une fosse commune. Il est nécessaire de transférer les corps vers le cimetière de Saint-Estèphe. En total, 185 restes humains sont inhumées dans le mausolée du monument édifié à leur mémoire.

### 1928-1969

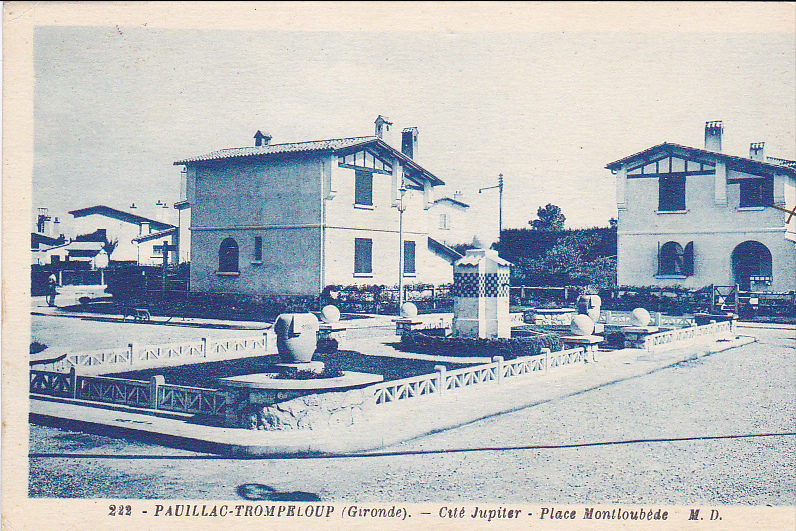
La cité Jupiter à Trompeloup.

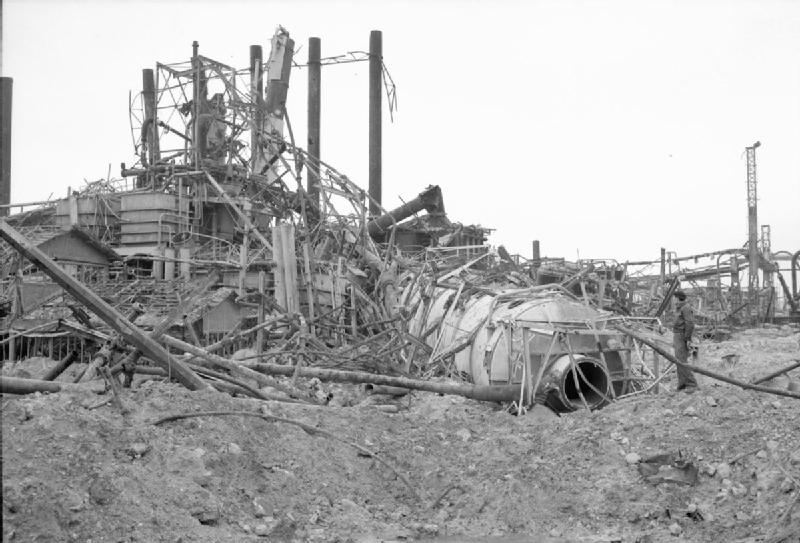
La raffinerie après les bombardements de 1944.

Les années trente donnent naissance, sur le site de Trompeloup, à la cité Jupiter, un ensemble de logements pour les ouvriers de la raffinerie de la société Pétroles Jupiter.
Les bâtiments de l'ancien lazaret sont à nouveau occupés en 1937 par les réfugiés espagnols.
Le site, et en particulier la raffinerie, est bombardé pendant la Seconde Guerre mondiale : les 4 et 5 août 1940 puis le 4 août 1944. La raffinerie de la société Shell succède à celle de Jupiter ; pour son extension, tous les bâtiments sont détruits à la fin des années 1960. À son tour, cette raffinerie est démontée en décembre 1989.

## Origine du nomTrompeloup
| - Chapelle de Trompeloup. |

Le nom Trompeloup du lieu-dit vient d'un conte local : « Dans un des prairies de Saint-Vincent se trouvait une petite chèvre attachée à un pieu. À cette époque rodait un loup féroce. Un jour la chèvre entendit la voix du loup tout proche. Affolée elle se mit à tirer sur la corde et finit par se libérer en arrachant du même coup le pieu la retenait. Elle se mit à courir, poursuivie par le loup. La poursuite les mena à la chapelle du village. La petite chèvre se mit à contourner le bâtiment, le loup toujours derrière elle. Au bout d'un moment, elle s'aperçut que la porte de la chapelle était maintenant mystérieusement entrouverte. Elle s'y réfugia et le pieu qu'elle traînait derrière elle se prit dans la porte, la renfermant au nez du loup. C'est ainsi que la petite chèvre trompa le loup. »
Le nom Marie-Thérèse vient de Marie-Thérèse de France (1778-1851) : Avec le retour de Napoléon en 1815, Marie-Thérèse, Duchesse d'Angoulême, est chassée de Bordeaux par le général Clauzel. Le 2 avril 1815, à Pauillac, elle s'embarque alors pour l'exil en Angleterre sur la frégate La Bombarde. Elle promet, pour son retour à Bordeaux, d'arriver par Pauillac. Marie-Thérèse est de retour en avril 1823 et le conseil municipal de Pauillac lui demande l'autorisation de nommer le lazaret nouvellement construit du nom de « lazaret Marie-Thérèse ». Il porte son nom jusqu'en 1830.